# نواة قاعدية
النواة القاعدية والمعروفة أيضًا باسم النواة القاعدية لمينرت أو النواة القاعدية كبيرة الخلايا، هي مجموعة من الخلايا العصبية الموجودة بشكل رئيسي في المادَّة اللَّامُسَمَّاة [الإنجليزية] من الدماغ الأمامي. معظم الخلايا العصبية في النواة القاعدية غنية بالناقل العصبي أستيل كولين، ولديها انتشار واسعة النطاق في القشرة المخية الحديثة وبنى الدماغ الأخرى.

النوى القاعدية عند الإنسان